# Josias Leopold Bynch
Josias Leopold Bynch (1747 – 1779) var en dansk forfatter. J.L. Bynch hører til den række af skribenter, som i den Struenseeske skrivefrihedsperiode fik deres gennembrud med oftest meget kritisk pamflet- og tidsskriftslitteratur. 
Han var født i København og var søn af skrædder Niels Hansen Bynch og Anne Cathrine Marie Lorentsdatter. 1766 blev han student fra Roskilde Skole og lå som student på Regensen i 1768, samme år som han tog sin Baccalaureusgrad. Hans første litterære debut var et digt, Sommeren (1766). Men han var kun nogle og tyve år gammel, da han i 1770 og følgende år udsendte den ene pjece efter den anden, snart i vers og snart i prosa, med spot over religion og kirkevæsen. 
I digtet, hvori Johan Herman Wessel anråber Apollo om at sende sig en af muserne, hedder det derfor: "Men send mig ikke en af disse Gadetøjter, som strax paa Pinde staar, naar en Josias fløjter" Generelt vakte hans skriftlige virksomhed en del vrede blandt en del af tidens skribenter, f.eks. stammer mange af detaljerne fra hans biografi fra et i 1772 udsendt anonymt smædeskrift med titlen Josias Leop. B.s eller den igien opstandne Wendekaabes mærkværdige Levnet og sande Forhold. Et skrift der fik tilnavnet "Poul Vendekåbe" om Bynch til at blive en fast betegnelse for Bynch blandt hans mange kritikere, f.eks. i skrifterne Justi Betænkninger over Paul Vendekaabes eller Jos. Leopold Bynchs Poenitentseprædiken og Afbigts-Brevskrifter og Ode til Poul Wendekaabe eller J.L. B.: som et svagt luende Offer helliget hans høje Fortjenester og rare Sindets Gaver (begge fra 1772).
Bynch var en flittig skribent i perioden 1770-72, f.eks. udsendte han tidsskriftet Den paaseende Bias (1.-7. stykke, 1772) samt en hel række pamfletter i forskellig anledning. Han indlod sig også på at udgive en Homiletisk Journal 1772 (dog kun 5 numre), hvori han ugenert mønstrede de enkelte præsters personlighed og prædikemåde umiddelbart efter at have overværet kirketjenesten. Dette var for meget for den konservative regering der havde overtaget magten efter Struensees fald, og det gav anledning til reskriptet af 24. december 1772, der forbød offentlig kritik af utrykte prædikener. 
Da Peter Frederik Suhm efter Struensees fald skrev sit Brev til Kongen, hvori Suhm opfordrede til oprettelse af en stænderforsamling samt eftergivelse over for de af Struensees tiltag som var nyttige, skrev Bynch en pamflet herimod, som han dog senere offentlig gjorde afbigt for ved et åbent Brev til Suhm. 
Men da han i et påbegyndt ugeblad, Statsmanden (samt et sideløbende blad Anti-Statsmanden), på en direkte måde dadlede regeringens adfærd og ytrede sympati for Struensee, blev han sat 14 dage på vand og brød. Efter 1772 rejste han til St. Petersborg, kom tilbage til København 1776 og døde som korporal i Næstved 1779.